# 解放軍報
《解放军报》是中国共产党中央军事委员会的机关报，由解放军报社主办，主管单位为中央军委政治工作部。

## 历史

### 创刊经过
1954年11月下旬，中国人民解放军总政治部副主任萧华签署电报：调华东军区宣传部部长赵易亚、总政治部新闻处处长唐平铸、华北军区华北解放军报社社长姚远方组成筹备小组，筹备全军性报纸。1954年12月，总政治部宣传部拟出《军委总政治部关于筹备出版全军性报纸的计划（草案）》，此后数易其稿。1955年3月，筹备小组为总政治部起草了向中共中央和中央军委呈报关于筹办全军性报纸的报告，研究报社机构设置等事宜；3个月后，筹备小组向总政治部领导报送了解放军报筹备工作简报第二号，汇报了主要工作进展情况，同时报送两期“解放军报样张”，并说明日后解放军报报头将请毛泽东题字，样张上暂用毛泽东题写的“解放军画报”中的“解”、“放”、“军”、“报”四个字替代。
1955年7月22日，彭德怀就筹办解放军报问题致信请示毛泽东，该信正文36字：“全军拟办一个统一报纸，已筹划很久，亦经军委多次讨论，妥否请批示。”1955年8月4日，毛泽东在该信上批示“同意”。随后总政治部发出关于出版《解放军报》的通知。
1956年1月1日，《解放军报》创刊，当时是中国共产党中央军事委员会的机关报，由中国人民解放军总政治部主办。1956年1月1日《解放军报》第1版，报头“解放军报”四字是毛泽东亲笔题写。1964年8月1日中国人民解放军建军纪念日，《解放军报》总第2501号启用毛泽东重新为该报题写的新报头。

### 文革风云
“文化大革命”初期，由於其他新聞媒體主管都被打倒，人民日报社、紅旗雜誌社由以中央文化革命小组組長陈伯达為首的工作組領導，解放軍報社則由“毛主席的親密戰友”副統帥林彪領導。三者合称“两报一刊”。
1966年10月下旬，江青在钓鱼台国宾馆15号楼陈伯达处召见代总参谋长杨成武、解放军报社代总编辑胡痴，要将她和毛泽东所生的女儿李讷安排到军报工作。李讷随后化名“肖力”成为军报记者，胡痴将其分配到《快报》组（《快报》是“文革”初期根据毛泽东的指示创办的“绝密”级内部刊物，专门刊登“文革”中重要情况，仅供“无产阶级司令部”领导阅批）。根据江青指示，李讷来军报工作采取了保密措施，军报人员不知道李讷的真实身份。
1967年1月4日，上海《文汇报》造反派联合社外的造反派，夺了军报领导权。1967年1月5日，上海《解放日报》造反派夺了军报领导权。随后上海发生“一月风暴”，“文革”进入“全面夺权”的新阶段。1967年1月11日，全军文化革命小组改组，江青任顾问，原组长刘志坚被作为“刘邓资产阶级反动路线在军队的代表”打倒。同时，林彪任命关锋接替刘志坚为中国人民解放军总政治部副主任。
1967年1月13日晨6时半，在江青支持下，军报以肖力为首的“革命造反突击队”在军报办公大楼张贴出大字报《解放军报向何处去？》，称“在刘志坚反动路线的直接影响下，报纸的宣传和社内的文化革命背离了以毛主席为代表的革命路线，走上了歧途”，号召“学习《文汇报》《解放日报》闯将的革命精神，自己解放自己，自己起来闹革命。”大字报里点名批判副总编冯征、总编室主任王焰、副总编张秋桥、副总编吕梁，重点目标是冯征和王焰，说两人是“彭德怀的吹鼓手”和“忠实走狗”。此即“一·一三事件”。
肖力的大字报贴出后，1967年1月13日晨，江青在钓鱼台15号楼会议室召见胡痴，要求胡痴支持肖力造反，并说：“军报同《文汇报》不一样，《文汇报》是上海旧市委领导的，军报是林副主席领导的，而林副主席的领导是正确的。所以造反只能在报社内部搞，不能像《文汇报》那样公开在报上搞。”胡痴随即同《快报》领导小组在钓鱼台商定了一个“临时领导小组”名单，以便“预防万一”。1月13日当天，在肖力的大字报旁边张贴出两张大字报，署名“革命到底造反纵队”的大字报《革命的同志们，勇敢地起来造反》表态支持肖力的造反行动，署名“金猴战斗队”的大字报《特急呼吁》呼吁立即成立新领导班子。
上述三张大字报当天便引发报社人员群情激愤，肖力表态称自己领衔的那张大字报和后两张大字报“根本是两码事”。1月13日当晚，出现两张针锋相对的大字报，随后一张题为《火烧胡痴》的大字报很快贴出，这是第一张针对胡痴的大字报，同时肖力的真实身份也被报社人员们得知。
1月13日晚，总政治部主任萧华在“三座门”会议室接见了军报副总编吕梁、张秋桥，以及军报的四名群众代表。萧华最后讲了四点，表示对胡痴要“一烧二保”。1月14日，上述四名群众代表向各战斗队传达了萧华讲话，并起草了大字报《四点倡议》。以肖力为首的“革命造反突击队”（当时已成为报社各战斗队的领导核心）召集了一次“串连会”，肖力曲折地表达了对萧华讲话及《四点倡议》的不满。几天后，大字报《把“四点倡议”背后的鬼揪出来》贴出，四名群众代表被勒令检查，其中三人后来被关押。
“一·一三事件”后，林彪即派其妻子叶群与关锋到军报“调查”。1月14日下午，关锋和叶群奉林彪之命来军报，同肖力及其“革命造反突击队”队员们密谈，关锋提出不能在报上公开发表“政变社论”，也不能发表“羞羞答答的政变社论”。1月17日，林彪以个人名义签署了《给解放军报社革命同志的一封信》，对肖力等人的造反表示坚决支持，同时指“革命到底造反纵队”为“胡痴阴谋小集团”，下令对其“必须彻底揭露，彻底批判”，并要求“不能在报纸上公开发表解放军报社的革命造反宣言、告全军书之类”，对军报要采取“内批外帮”的方针，报纸的社论、评论责成总政治部萧华和关锋负责，重要的社论、评论送中央文革小组、全军文革小组审阅。同日，毛泽东在林彪这封信上批示：“同意，这样答复好。”
此后，报社的胡痴、和谷岩、宋琼、栾保俊等人被以“胡痴小集团阴谋夺权”的罪名押送北京卫戍区关押。肖力及其“革命造反突击队”成为报社的唯一指挥，全报社只剩下一种声音。报社掀起了对肖力的个人崇拜之风。吴法宪以军委办事组的名义对军报指示：“在全国反对毛主席和林副主席的是现行反革命，在军报反对肖力同志的也是现行反革命！”
从1967年1月13日到8月23日，肖力率“革命造反突击队”及后来改组的“新革命造反突击队”，先后推翻了报社两届领导班子，制造了“胡痴阴谋小集团案”以及“赵易亚复辟资本主义反革命逆流案”。1968年，肖力已离开军报，但随她造反的人们仍打着她的旗号制造了“阴谋绑架肖力同志的反革命案”以及“炮打无产阶级司令部，阴谋颠覆军报红色政权反革命案”。这些案件涉及数十人，有的被投入监狱长期关押；有的被扣上“现行反革命分子”帽子开除党籍、军籍，遣送回乡监督劳动；有的家破人亡，妻离子散。另外还在“清理阶级队伍”中揪出大批“牛鬼蛇神”，一律被撕去领章帽徽，关入“牛棚”。以办“学习班”的名义，关押了大批编辑、记者隔离审查。上述各项人数占军报干部总人数60％以上，其中报社两届社级领导班子除从部队刚调来的一人外，无一幸免，中层领导干部除少数外也大多遭揪出。

### 新时期发展
1984年下半年，中共中央开始筹划军队精简整编。为此，中共中央、国务院发出通知，要求“尊重爱护军队，积极支持军队改革和建设”。报社党委乃向总政治部和中央军委呈专项报告，建议《解放军报》公开发行。1985年春，整党后新成立的军报领导班子将公开发行作为新闻改革突破口，制订了《军报公开发行后宣传报道保密规定》。1986年5月，军报编印4期试刊，每期5000份，寄送中央、军委总部领导和机关、部队，并走访普通读者征求意见。1987年1月1日起，《解放军报》公开发行。公开发行时的一项创新是在中华人民共和国新闻界首创“横题横文”版式，这是由军报美术编辑陈玉先提议并设计，“打破了100多年来我国报纸版式的旧框框”。但有新闻学者撰文批评军报这一新版式是“全盘西化”。《新闻与成才》杂志对此进行了解读与回应。
1988年1月，中央军委副秘书长洪学智、刘华清约见军报编辑记者14人，听取了关于部队情况的调查汇报。1988年1月8日，《解放军报》第一版刊登洪学智、刘华清听取军报编辑记者汇报的消息，标题是《记者要铁面无私讲真话 领导要保护讲真话的同志》。此后军报记者纷纷到部队调查研究，仅两个月便有十多个“抓问题”的报道刊登在头版头条。其中，记者刘国华采写的新闻调查《某部一年多承担社会摊派429万元 名目繁多的摊派使部队难以承受》，配发了“编后”《请体谅部队的难处》。该报道引发中央和国务院领导重视。国务院办公厅发出通知，重申制止向军队乱摊派，并提出全国桥梁、隧道、公路军用车辆均免费通行。随后报社派记者追踪报道全国公路、桥梁军用车辆免费通行情况。同年全国两会期间，军队全国人大代表向军委领导为解放军报社请功。
1991年1月1日起，《解放军报》改版，改进新闻采写和版面编排，北京印点每周六及重要节日、重大活动出彩报，至1991年底出彩报64期。此次改版准备了半年，由总政治部群众工作部部长转任军报社长的祝庭勋、由中华全国新闻工作者协会书记处书记回军报任总编辑的杨子才分别任改版小组正、副组长。总政治部召开部务会议，专题讨论军报改版方案；总政治部还下发通知，要求各大单位讨论军报改版方案，以传真电报反馈讨论意见，这在军报历史上是首次。
1991年改版不久，海湾战争爆发，军报连续发表分析报道，《军事论坛》专版由此成名，1991年《中国新闻年鉴》将军报此举作为新闻改革典型经验介绍。1991年改版实现“图文并重”，军报1991年全年使用3100多张照片，比往年增加一倍，是北京各报中使用照片最多的，在广东韶关举行的第二届全国总编辑新闻摄影研讨会好版面评选中，中央级报纸唯有军报的版面获一等奖。
1991年12月，《解放军报》创办周末版。1993年9月4日起，经中央军委批准，《解放军报》周末扩版，从4个版扩为8个版，其中五至八版是周末版，彩色印刷。此前1993年7月31日和8月28日曾推出两期周末版试刊。周末版最受欢迎的栏目是《我的一段情》。
1994年5月，《解放军报》酝酿由日出4版改为8版。1995年1月1日起，经中央军委批准，《解放军报》由周日至周五每日4个版、周六8个版扩为周一至周六每日8个版，周日不变，同时新设或扩大了一批专版或专栏。
1999年7月1日起，经中央军委批准，《解放军报》由周日4个版扩为8个版，同时恢复周六8个版，周一、周三、周五的五至八版分别创办《时事周刊》《军事科技周刊》《周末文化》3个周刊。同年，有5篇评论获列入中国新闻年鉴“重要评论名录”，《“实力”救不了李登輝》获中国新闻奖一等奖。
1999年10月1日，解放军报网络版发行。2003年3月5日，解放军报网络版英文版推出。2004年10月1日，解放军报网络版正式更名为中国军网。中国军网是中央军委批准，中国人民解放军唯一新闻门户网站。
中共中央总书记江泽民、胡锦涛分别于1996年和2006年视察解放军报社。
2006年1月1日起，《解放军报》版面格局调整，周一、周三、周五8个版，周二、周四12个版，周六、周日4个版。
2008年底，以2009年度扩版为契机，解放军报社在内部论坛展开“适度变脸有限转身”大讨论，社长孙晓青提出“基于效果的传播”等理念。2009年1月1日起，经中央军委批准，《解放军报》由每周56个版增至64个版（每周六、日各增4个版）；彩版除原一、四版外，每天五、八版也改为彩印；同时调整版面格局。
2013年1月2日，《解放军报》旗下的官方微博“中国军网”最早报道了中央军委主席习近平赴“戈壁深处的空军某基地”的消息。此为中国人民解放军媒体首次通过微博即时报道习近平的视察，也是中华人民共和国主流媒体首度通过微博最先报道党和国家领导人的活动。
2013年8月1日起，经中央军委批准，《解放军报》扩版改版，由每周64个版扩为每周76个版，内容增加，新开设若干专版。此次改版的背景是“报网融合”，军报用两年将全部记者站改为分社，扩大网络功能；增设全媒体协调机构，酝酿开通解放军报微博微信客户端。
2013年12月31日，《解放军报》法人微博“军报记者”正式在新浪微博平台开通上线。2014年1月1日起，《解放军报》推出二维码新闻产品，同时中国军网新版正式上线。
2015年12月25日，中共中央总书记、国家主席、中央军委主席习近平亲临解放军报社视察，他在解放军报社网络传播中心用键盘亲手发出了一条微博，向广大官兵祝贺新年。这条微博阅读量迅速上亿。
在深化国防和军队改革中，2016年1月中国人民解放军总政治部撤销，改设中央军事委员会政治工作部。解放军报社转隶中央军委政治工作部。2016年，解放军报社已从“报网融合”前进到“融媒矩阵”，并推动新一轮改版。
2016年10月25日，在2016V影响力峰会上，《解放军报》法人微博“军报记者”获评“2016最具影响力十大媒体微博”。
2018年，在深化国防和军队改革中，原中国人民解放军电视宣传中心、中央军委政治工作部文网中心、中国人民解放军出版社、解放军报社等单位合并成立中国人民解放军新闻传播中心。其中，原解放军报社网络传播中心、强军网等诸多平台合并调整为中国人民解放军新闻传播中心网络部。

## 延伸阅读
- 卢弘. . 香港: 时代国际出版公司. 2006年.